# Alfred Jean-Marie Paris
Pour les articles homonymes, voir Paris (homonymie).
Alfred Jean-Marie Paris, né le 18 mai 1848 à Tarbes et mort le 25 novembre 1908 à Fontaine-Bonneleau, est un artiste peintre, illustrateur et lithographe français.

## Biographie
Fils d'un cordonnier et d'une modiste de Tarbes, Alfred Jean-Marie Paris, émigre avec sa famille en Argentine, comme de nombreux Français de cette région. Doué pour le dessin, il entre en 1876 à la Sociedad Estímulo de Bellas Artes de Buenos Aires. Il installe son atelier dans la capitale argentine à côté de celui d'Eduardo Sívori, collabore avec ce dernier, et pratique le dessin sur pierre, illustrant des ouvrages et des périodiques,,.
Vers 1882, il revient en France : installé à Paris, il devient l'élève d'Édouard Detaille  et commence d'exposer au Salon des artistes français de 1882 une suite de dessins inspirée de son séjour argentin. Il commence à livrer quelques dessins à des périodiques illustrés, dont ceux dirigés par Victor Tissot et pour Le Tour du monde.
À compter de 1887, il entame une prolifique carrière d'illustrateur d'ouvrages pour des éditeurs comme Boussod, Valadon & Cie, Hachette, et Mame, destinés surtout à la jeunesse. Son art est reconnu par la critique, entre autres par Jules Clarétie.
Devenu membre associé du Salon des artistes français, il y expose régulièrement jusqu'en 1905, sous le nom d'« Alfred Paris », essentiellement des peinture figurant des scènes de genre et d'inspiration orientaliste. Sa dernière adresse parisienne indiquée est le 9 rue du Pot-de-Fer.
Il fut maire de Fontaine-Bonneleau avant 1904, ville où il est décédé.

## Œuvre

### Conservation
- Le Gué, huile sur toile, 1894, Musée d'Arts de Nantes[11].

### Publications

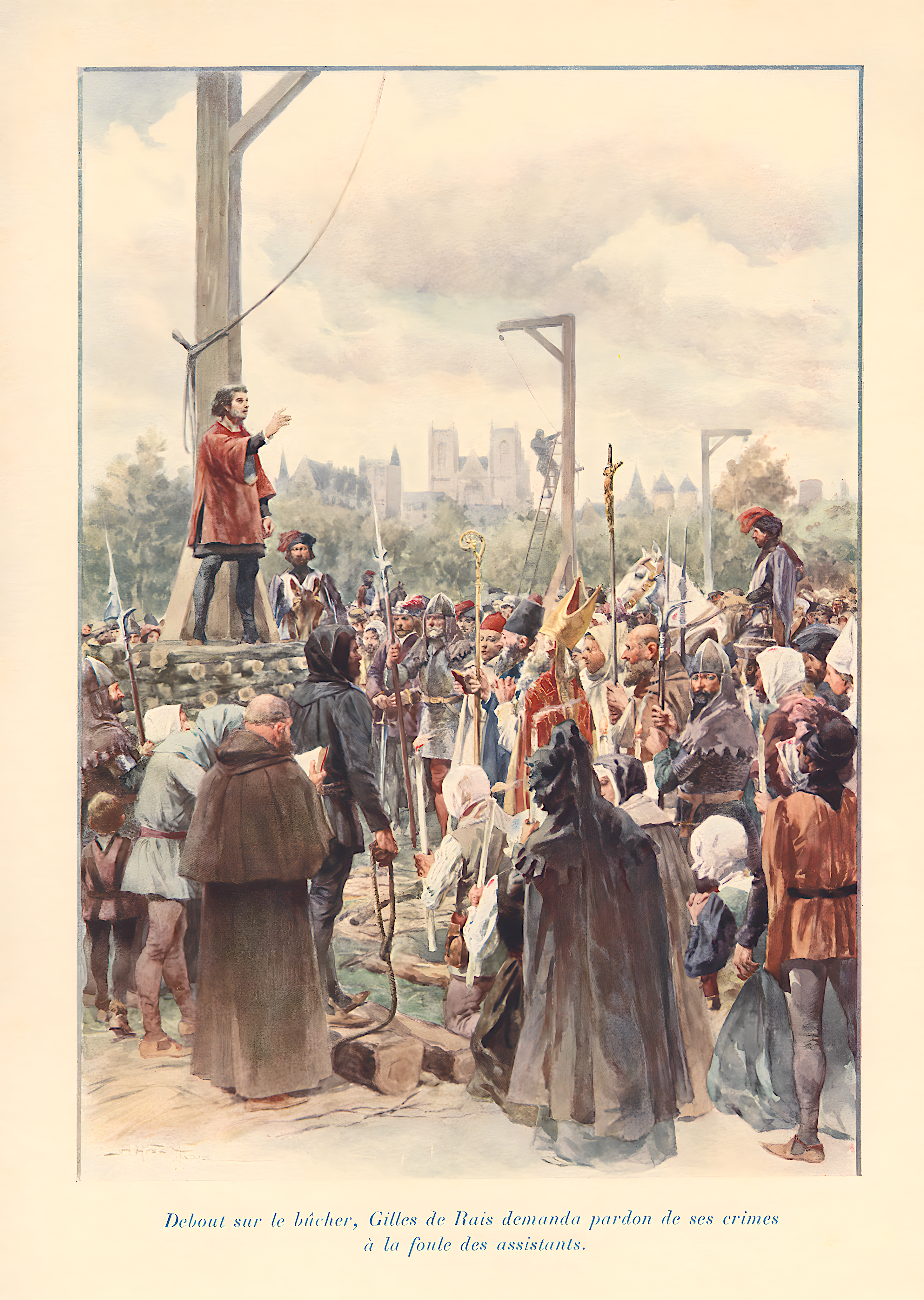
« Gilles de Rais demandant pardon de ses crimes » (reproduction d'une aquarelle dans Les Brigands, 1903).

- Louis Garneray, Voyages, aventures et combats, édition revue pour la jeunesse par Victor Tissot, coll. « Aventures, voyages, chasses et combats », Paris, Morot frères et Chuit, 1887.
- Alfred Ébelot, La Pampa. Mœurs sud-américaines, Paris, Maison Quantin / Buenos Aires, Joseph Escary, 1890.
- Ludovic Halévy, L'Invasion 1870-1871 : récits de guerre, ill. avec Ludovico Marchetti, Paris, Boussod, Valadon & Cie, 1891.
- Claire Julie de Nanteuil, Une poursuite, Paris, Hachette, 1892.
- Pierre Maël, Une Française au pôle Nord, Paris, Hachette, 1893.
- Claire Julie de Nanteuil, L'Héritier des Vaubert, Paris, Hachette, 1895.
- Maurice Loir, Gloires et souvenirs maritimes, Paris, Administration de l'Univers illustré, 1895.
- Henry Guy, Le Roman d'un petit marin, coll. « Bibliothèque des écoles et des familles », Paris, Hachette, 1895.
- Émile de Saint-Auban, La Voix des choses, Paris, A. Pedone, 1896.
- Gérard de Beauregard et Henry de Gorsse, Les plumes du paon, ill. de 78 gravures, Paris, Hachette, 1899.
- Gustave Toudouze, Les mystères de la chauve-souris, ill. de 62 gravures, Paris, Hachette, 1900.
- Danielle d'Arthez, L'Or du pôle, Paris, Hachette, 1900.
- Pierre Maël, Petit Ange, Tours, A. Mame & fils, 1900.
- Charles Malo (1851-1912), Champs de bataille de l'armée française : Belgique, Allemagne, Italie,..., ill. de 12 aquarelles, Paris, Hachette, 1901.
- Alexandre Pouchkine, La Fille du capitaine, trad. du russe par Louis Viardot, Paris, Hachette, 1901.
- Georges Saint-Yves, Les Libres Burghers, Tours, A. Mame & fils, 1901.
- [collectif], Les évasions célèbres, Paris, Hachette, 1902.
- Jean Bertheroy, Le Rachat, Tours, A. Mame & fils, 1902.
- Pierre Maël, Robinson et Robinsonne, Paris, Hachette, 1902.
- Gérard de Beauregard, Le Rubis de Lapérouse, ill. de 68 gravures, Paris, Hachette, 1902.
- Henri de Noussanne, Les grands naufrages, drame de la mer : 45 récits inédits..., Paris, Hachette, 1903.
- Frantz Funck-Brentano, Les Brigands, Paris, Hachette, 1903.
- René Bazin, La Terre qui meurt, Tours, A. Mame & fils, 1904.
- Georges Pradel, L'Œil-de-tigre, Tours, A. Mame & fils, 1905.
- Eugène Mouton, Aventures et mésaventures de Joel Kerbabu, Breton de Landerneau en Bretagne , Paris, Hachette, 1907.
- Gabriel Ferry, Les aventuriers du Val d'or, ill. d'après Gustave Doré, Paris, Hachette, 1907.
- Pierre Maël, Un mousse de Surcouf, ill. de 50 gravures, Paris, Hachette, 1907.
- Pierre Maël, La Fée des îles, Paris, Hachette, 1908.
- Pierre Maël, Au pays du mystère, ill. de 50 dessins, Paris, Hachette, 1909.